# Can Casals (Alella)
Can Casals és una masia d'Alella (Maresme), catalogada com a bé cultural d'interès local.

## Història
El seu origen es remunta a l'antic mas Pujades de Munt, construït entre 1360 i 1370, tot i que des del segle xv era propietat dels Casals. A mitjans del segle xix, la plaga del míldiu va provocar la ruïna de l'hereu Domènec Casals, que va vendre el mas a l'industrial Gil Bonaventura Fabra i Illas, amo de les Quatre Torres, anant a viure a Barcelona.

## Descripció
De tipus basilical, Presenta un cos central més elevat que els laterals, originalment utilitzat com a graner i que ocupa en planta només la meitat del total del conjunt. Un dels vessants laterals és més llarg que l'altre, de manera que trenca l'eix de simetria. A més del graner, l'edifici està format per una planta baixa i un pis. La portada central és d'arc de mig punt adovellat i les tres finestres del primer pis estan formades per arcs gòtics lobulats amb les impostes esculpides; també els brancals i els llindars són de pedra. En l'actualitat ha estat restaurada i adequada per a ser utilitzada com a restaurant.